# Yahweh

Il tetragrammaton YHWH in fenicio (1100 a.C. - 300 d.C.), in aramaico (X secolo a.C.-I secolo d.C.) e in ebraico moderno: le quattro lettere vanno lette da destra verso sinistra

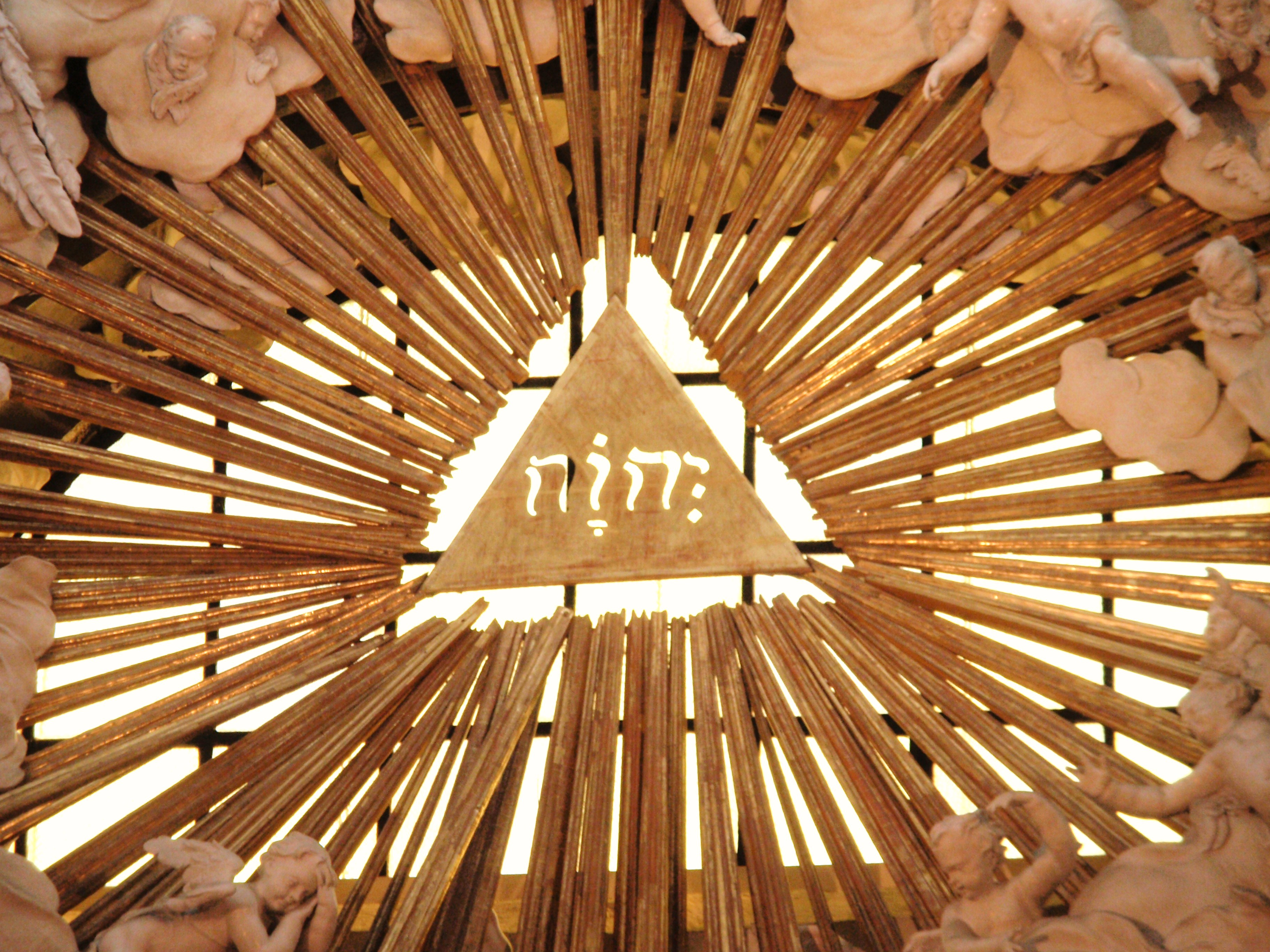
Una finestra con il tetragramma ebraico יהוה (YHWH) nella Chiesa di San Carlo Borromeo a Vienna

Yahweh (in ebraico יַהְוֶה‎?, anche Yahveh, in italiano anche Jahvè o Iahvè; pronuncia Iavè, /jaˈvɛ/) è il dio del popolo ebraico. È descritto nella Bibbia ebraica.
Il culto dedicatogli da parte degli ebrei è attestato a partire dall'età del ferro nei regni ebraici di Israele e Giuda, insieme ad altre divinità della religione siro-palestinese, fra cui, in un primo momento, potrebbe aver avuto una consorte femminile, Asherah. L'incertezza è dovuta alla difficoltà di chiarire se i siti archeologici in cui Yahweh è associato ad altre divinità siano siti ebraici o cananei e al fatto che "Asherah" potrebbe indicare non una dea ma un oggetto di culto.
Dopo il periodo dell'esilio babilonese (VI secolo a.C.) Yahweh risulta con certezza essere stato promosso a dio unico nella religione ebraica, soppiantando definitivamente El (dio supremo delle religioni del Vicino Oriente) e assumendone gli attributi (tra cui gli epiteti El Shaddai, "Dio Onnipotente", ed El Elyon, "Dio Altissimo").
Nella Bibbia ebraica, nella quale quindi, secondo la tradizione esegetica, Yahweh ed El sono da interpretare come lo stesso Dio, egli è descritto come potente e creatore (Genesi, 1), ma anche legato da un patto con la famiglia di Giacobbe: severo nel punire le colpe, attento verso i penitenti, a fasi alterne dio locale e dio universale, protettore del popolo d'Israele.

## Origine e pronuncia del nome
Il nome "Yahweh" (come gli altri sopra elencati) è una vocalizzazione dell'ebraico biblico יהוה, parola composta da quattro lettere (yodh, he, waw, he, corrispondenti alle quattro lettere dell'alfabeto latino YHWH, o JHVH) e perciò detta "tetragramma". La lingua ebraica (a tutt'oggi) è dotata di lettere dal valore consonantico, mentre la vocalizzazione (variabile e importante ai fini del significato delle parole) è indicata ortograficamente attraverso segni diacritici, notazioni vocaliche introdotte dai Masoreti soltanto nella seconda metà del I millennio d.C. Mentre è indiscusso che il nome del dio ebraico è indicato nella Tanakh con le quattro lettere summenzionate, la loro pronuncia resta incerta e oggetto di dibattito sia tra gli studiosi, sia tra i fedeli delle diverse confessioni che fanno riferimento al "Dio di Abramo".
Gli ebrei evitavano di pronunciarne il nome per non profanarlo ("non nominare il nome di Dio invano", terzo comandamento secondo la tradizione ebraica, secondo comandamento secondo la tradizione cattolica), mentre nella Bibbia è reso per iscritto con il tetragramma ovvero dalle lettere prive di vocali e quindi la pronuncia del nome è a tutt'oggi incerta: gli ebrei talvolta usavano il termine Adonai, che significa "Signore", uso poi ripreso dai cristiani. Gli ebrei rabbinici continuano ad utilizzare il termine Adonai per designare il dio di Israele, mentre gli ebrei samaritani, che non hanno mai considerato proibita la pronuncia del suo nome ma solo la profanazione di quest'ultimo, lo leggono come Iahvè. I cristiani hanno preferito il termine Kyrios ("Signore", in lingua greca) ovvero Dominus ("Signore", in lingua latina), tant'è che nel Nuovo Testamento il termine non viene mai usato, non essendo presente negli originali greci, mentre compare circa 6 000 volte nell'Antico Testamento. 
Le chiese cristiane, compresa la Chiesa cattolica, pur avendo usato in passato sia il termine Yahweh (o Yahwè) sia il termine Geova (più raramente), oggi usano solo sporadicamente il termine Yahwè nella lettura di passi biblici dell'Antico Testamento e in alcuni canti religiosi. I Testimoni di Geova, invece, fanno un uso costante ed abituale del nome "Geova". Il termine Yahweh viene talora abbreviato in Yah o Jà (ad esempio allelu-jà, che significa "lode a Yahweh"). L'italiano "Gesù" deriva in ultima analisi, attraverso la mediazione greco-latina, dall'aramaico Yehošuah (in ebraico Yēshūa῾) e che pacificamente significa "Yahweh è salvezza", molto simile (e corrispondente per significato) al nome ebraico Yěhōshūa῾, reso in italiano come "Giosuè".

## Origini del culto di Yahweh
Sembra probabile che l'adorazione di Yahweh si sia originata nel sud della terra di Canaan (Edom, Moab, Madian) a partire dall'Età del bronzo (XIV secolo a.C.) e che il suo culto sia stato diffuso a nord dalla popolazione seminomade dei Keniti dediti alla pastorizia e all'estrazione del rame. Cornelis Petrus Tiele, uno degli ideatori dell'"ipotesi Kenita" (1872), riteneva che storicamente Yahweh fosse stato una divinità dei Madianiti e che il profeta Mosè fosse uno di loro; sempre secondo Tiele, sarebbe stato Mosè a portare ad Israele il culto di Yahweh. Quest'idea è basata su alcuni passi biblici secondo cui Yahweh si sarebbe rivelato a Mosè nel deserto del Sinai, quando egli vi pascolava le greggi di suo suocero, Ietro, che era un sacerdote Madianita di Yahweh (Libro dell'Esodo, 3,1-6). Questa tradizione conserverebbe il ricordo dell'origine Madianita del dio. Dagli studiosi e dagli storici moderni viene ampiamente accettato il ruolo che i Keniti hanno avuto nel trasmettere il culto di Yahweh, anche se quello di Mosè è privo di riscontri extra-biblici.
In base ai ritrovamenti archeologici e alle iscrizioni rinvenute negli ultimi decenni nei siti delle città-Stato cananee, oggi gli studiosi propendono a scartare l'ipotesi che Yahweh in origine appartenesse al pantheon cananeo, poiché non compare nemmeno nei testi mitologici di Ugarit. La maggior parte degli accademici è concorde invece nel ritenere che il culto di Yahweh abbia avuto origine fuori da Israele, verso sud, nella terra di Madian (oggi Arabia nord occidentale), tra la fine dell'Età del bronzo e l'inizio dell'Età del ferro; inoltre l'epiteto Yahweh di Teman sull'iscrizione di Kuntillet Ajrud e il toponimo Shasu di Yahweh in alcuni testi egizi risalenti alla XVIII dinastia (XIV-XIII secolo a.C.) avvalorano la veridicità della teoria sull'origine madianita di Yahweh, che sarebbe quindi stato adottato come dio nazionale dagli ebrei in seguito.
Al culto di Yahweh sembra potesse essere affiancato quello di Asherah, considerata spesso la dèa consorte di El nel pantheon cananeo. In numerose iscrizioni israelite più recenti, invece, sembra essere ritenuta la consorte di Yahweh. Infatti migliaia di statuette di creta, rappresentanti probabilmente Asherah, sono state riportate alla luce e suggeriscono che in realtà nell'età monarchica gli Israeliti non adorassero un solo dio. Le indagini archeologiche sugli insediamenti ebraici dei secoli precedenti (1200-1000 a.C.) mostrano, invece, che gli ebrei sembrano essere stati rigorosamente monoteisti e aniconici.

## Monolatria e monoteismo ebraico
La Bibbia ebraica, che è testo sacro, oltre che per gli ebrei (limitatamente all'Antico Testamento), anche per i cristiani e per i musulmani, descrive Yahweh come il vero Dio che ha condotto il popolo ebraico fuori dall'Egitto, fornendolo dei Dieci comandamenti. Yahweh è un "dio geloso" (secondo l'esatta definizione del testo biblico), perché redarguisce gli Ebrei relativamente al culto di divinità di altre nazioni o alla fabbricazione di idoli.
L'identità di Yahweh come dio unico e universalistico perché artefice del mondo, da un lato, e come dio nazionale ed etnico, in quanto unico dio cui Israele deve tributare il culto, dall'altro, oscilla tra le due versioni anche in ragione della datazione dei testi biblici e dei diversi contesti.
Così, nella Genesi, il tema della creazione accentua evidentemente il carattere universalistico dell'opera di Yahweh: non esistono Ebrei in quella fase in cui Dio dà forma all'informità pristina. Ed i "libri narrativi" tendono ad accentuare il carattere universalistico di Yahweh, almeno nelle vicende relative ad Adamo, Eva, i primi patriarchi. Il quadro di riferimento è dunque più vasto che non il racconto delle vicende del popolo ebraico. Il racconto di Genesi, 1-3 è peraltro vicino alle cosmogonie delle civiltà vicine: non manca una tendenza antropomorfizzante (ad esempio, nel riferimento al riposo di Yahweh al settimo giorno della creazione o nell'ira che manifesta di fronte all'infrazione del berit, ossia del patto tra Dio e il suo popolo) e la descrizione della creazione come imposizione di ordine al caos.

## Elementi fondamentali dell'antica religiosità ebraica

### Il patto di Yahweh con il popolo ebraico

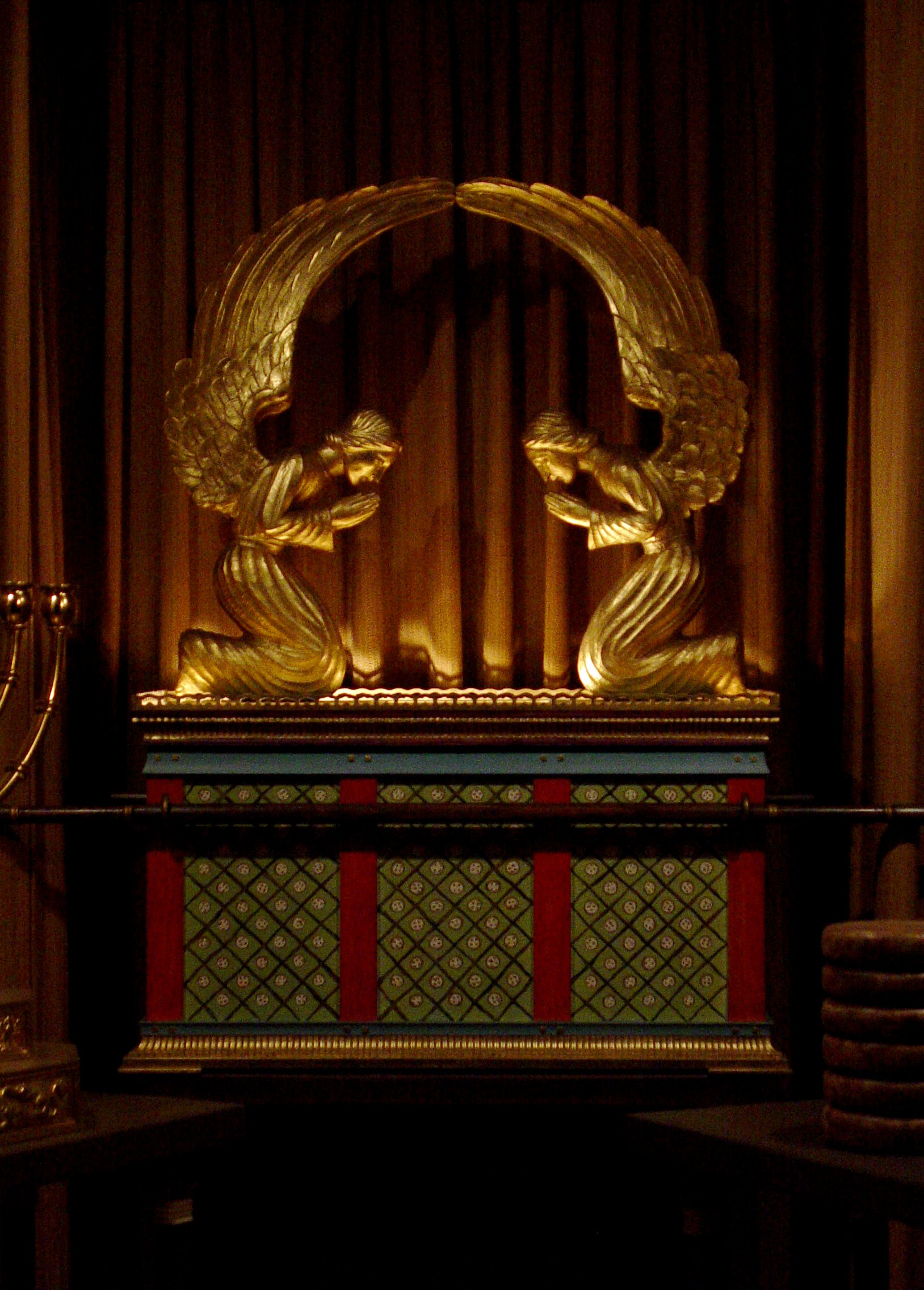
Ipotetica ricostruzione dell'Arca dell'Alleanza

Il rapporto tra Yahweh e il popolo ebraico è descritto dai cosiddetti "libri narrativi" della Bibbia come berit, termine che va tradotto "patto" o "alleanza", ma che sta anche per "promessa" e che è reso nella Bibbia dei Settanta come diathèke e nella Vulgata di Girolamo come testamentum. Il racconto biblico può essere considerato il racconto della storia di questa alleanza fra Yahweh e il suo popolo, il quale in più occasioni infrange il patto, incorrendo in punizioni, in calamità che giungono a minacciarne l'esistenza. L'infrazione, nel racconto biblico, è intesa fondamentalmente come abbandono del culto esclusivo di Yahweh, tanto in favore di un sincretismo con le divinità locali della regione di Canaan, quanto in vista di una vera e propria sostituzione nel culto, ad esempio in favore del dio fenicio Baal. Ma anche l'errore nell'espletare l'attività cultuale, pur nel riconoscimento della divinità nazionale, è considerato, nel racconto biblico, foriero di sventure.
Esposizione della legge e racconto storico, nei libri "apodittici" (Esodo, Levitico, Numeri, oltre che Deuteronomio) e in quelli "narrativi" (Giosuè, Giudici, Primo e secondo libro di Samuele, Primo e secondo libro dei Re) della Bibbia, sono intimamente legati, perché nella storia delle venture ebraiche è contenuta anche la consegna della legge. Al di là del valore embrionale (sul piano nomocratico) degli incontri tra Yahweh e i patriarchi, momenti salienti di questa consegna sono ritenuti tradizionalmente l'incontro con Mosè sul monte Sinai (Esodo, 20.1-17) e il ritrovamento di un libro delle leggi nel Tempio di Salomone ai tempi di Giosia (Secondo libro dei Re, 22.3-13), libro che si suppone corrisponda al Deuteronomio.
I momenti salienti del berit
- Con Noè: Genesi, 9.9-17[26]
- Con Abramo: Genesi, 15.18[27]
- Con il popolo ebraico: Esodo, 19.5-6[28]
- Con Davide: Salmi, 88.4-5[29]

### La preghiera
È a questo "dio geloso" che vengono indirizzate le speranze dei profeti, sia in direzione del perdono che della catastrofe, e il lirismo dei Salmi. La "nomocrazia" dei "libri apodittici" fa riferimento al volere di Yahweh sia per quanto riguarda l'aspetto prettamente religioso che per l'aspetto etico-morale e sociale della vita ebraica. Inizialmente, però, i personaggi biblici delle origini, che, come è ovvio, non hanno a disposizione "il Libro", volgono a Yahweh le loro preghiere per ottenerne un'indicazione o un premio.
Nel racconto biblico, pregano anche i patriarchi e i re. I Salmi stessi, in grossa parte, sono preghiere.

### Il sacrificio

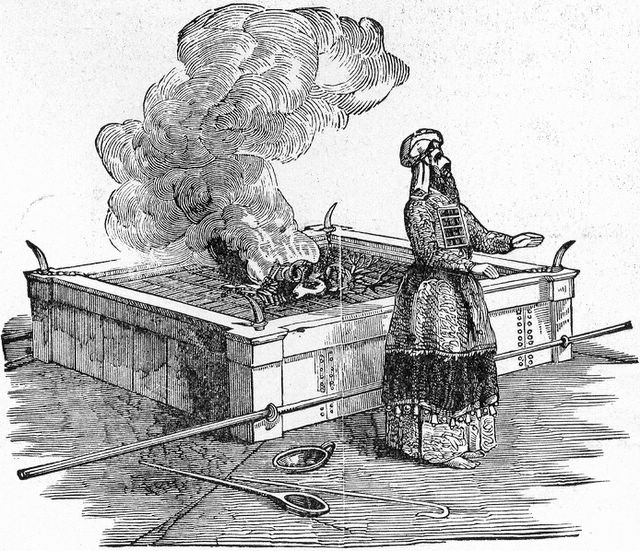
Il Sommo sacerdote offre un capro in sacrificio a Dio durante la celebrazione dello Yom Kippur. Illustrazione di Henry Davenport Northrop da Treasures of the Bible (1894).

Il culto divino degli Israeliti nascerebbe secondo diversi autori dal sincretismo di due diverse tradizioni. Da un lato quella del banchetto sacrificale, che celebrava con un pasto comunitario la comunione fra gli offerenti e la divinità; tradizione tipica dei popoli nomadi e nota anche fra gli Arabi preislamici. Dall'altro la tradizione cananea, nota dai testi di Ugarit, in cui compare l'olocausto e altri sacrifici simili a quelli ebraici. La compresenza di queste due tradizioni appare nel libro dell'Esodo, in cui Ietro offre un sacrificio di olocausto seguito da un banchetto "davanti a Dio". I libri dei profeti, però, sottolineano la vacuità dei riti se privi di un rapporto personale con Dio e senza un pentimento sincero. Il culmine di questo allontanamento dalla tradizione sacrificale è il cap. 53 di Isaia, in cui l'espiazione dei peccati è attribuita al Servo sofferente di Yahweh.
Nel libro della Genesi "I racconti biblici fondano il sacrificio cruento come corretto ed efficace mezzo di comunicazione fra la sfera umana e la divina". La predilezione di Yahweh per il sacrificio cruento di animali sembra attestata dalla preferenza per il pastore Abele. Noè offre animali in sacrificio non appena scampa al diluvio ed è a quel punto che Yahweh gli detta le regole per consumare gli animali avendo cura prima di scolarne il sangue.
Come detto, l'errore nella pratica cultuale compromette questa comunicazione tra uomo e dio. I peccati dei figli di Eli o quelli di Saul si configurano come difetti cultuali, che denunciano, in effetti, poco rispetto nei confronti di Yahweh.
La tipologia del sacrificio corretto è descritta nei "libri apodittici": possono essere sacrificati a Yahweh bovini, caprini, ovini, volatili.
I tipi fondamentali del sacrificio (e a questo schema i testi biblici sono sostanzialmente fedeli) sono:
- עלה, con nikud עֹלָה, ("salire, salire a"[38], le ceneri dell'animale "salgono" verso l'alto), tradotto come olocausto[39][40] (ascende in fumo[38]), nella Torah è il primo sacrificio menzionato per nome[41]: la vittima viene sgozzata dall'offerente (che dev'essere un sacerdote, nel caso di volatile) e bruciata totalmente; nel caso d'un quadrupede la pelle viene risparmiata; l'offerta spetta interamente alla divinità.
- zebaḥ ṡelamim - sacrificio di comunione o "pacifico": la vittima viene sgozzata come per l'olocausto, ma fatta a pezzi; le parti grasse, le viscere, fegato e reni vengono offerte alla divinità; il resto viene diviso tra il sacerdote e l'offerente, che lo consuma in un pasto cultuale con i familiari.
- sacrifici espiatori[42]: all'offerente non è destinata alcuna parte dell'offerta, che va ai sacerdoti o bruciato fuori del santuario. Sono distinguibili in:
  - ḥaṭṭa't - "sacrificio del peccato": serve ad espiare un grave peccato (tanto del Gran Sacerdote quanto della comunità) e comporta una articolata procedura di manipolazione del sangue dell'animale.
  - 'aṣam - "sacrificio di riparazione": è un pagamento al sacerdote o alla parte lesa di una somma pari al contenzioso di cui si ha colpa, maggiorata di un quinto.
- Analogo ai sacrifici espiatori è il rito del capro espiatorio.

Assai peculiare risulta poi il sacrificio officiato per la Pasqua. Oltre ai sacrifici cruenti, venivano offerti vegetali, pani non lievitati, incenso.

#### Il sacrificio umano
La Bibbia condanna rigorosamente i sacrifici umani, considerati una vergognosa caratteristica dell'idolatria da cui gli Israeliti devono astenersi. Anzi nel Libro del Levitico, il principale testo normativo della Bibbia, chi sacrifica i propri figli viene condannato a morte e la sua colpa non è considerata soltanto una violazione del divieto di uccidere, ma un peccato contro Dio stesso. Se anche la vittima fosse offerta a Yahweh, ciò costituirebbe una profanazione del suo nome e un'azione comunque diabolica:
(Parole di Yahweh in Levitico, capitolo 20, versetti 2-3.)
Può sorgere, però, il dubbio che alcuni testi proibiscano solo il sacrificio di un figlio a Moloc o a Baal e invece ne permettano l'offerta a Yahweh. I testi biblici, che possono prestarsi a questo dubbio, devono essere letti tenendo presente il principio generale delle antiche religioni secondo cui l'offerente doveva sacrificare alla divinità ciò che gli era più caro e in particolare le primizie. Questi testi, perciò, intendono mostrare che il rifiuto ebraico di sacrificare i primogeniti non è dovuto a mancanza di fede, ma a un esplicito ordine divino. Quindi, nel Libro dell'Esodo, al versetto 22,28b, si afferma che "Il primogenito dei tuoi figli lo darai a me", ma poco dopo (versetto 34,20b) Yahweh chiarisce che "Ogni primogenito dei tuoi figli lo dovrai riscattare". Il costo di questo riscatto era proporzionato ai mezzi dell'offerente (Lv 14,22) e per i più poveri poteva ridursi a una coppia di colombi (Lv 5,7) o ancora meno (Lv 5,11). Fra la prescrizione generale di dedicare al Signore i primogeniti e la prescrizione aggiuntiva che gli Israeliti devono effettuare una offerta sostitutiva il Libro dell'Esodo colloca la stipulazione dell'alleanza fra Yahweh e Israele. In altre parole il rifiuto di sacrificare i primogeniti, non è il rifiuto del principio etico, universale fra i popoli antichi, per cui ogni primizia appartiene a Dio, ma nasce dalla conoscenza di Dio e della sua legge, la Torah. Quando, infatti, Israele, al tempo dell'empio re Manasse, ricadrà nell'idolatria, ricadrà pure nella disgustosa pratica di sacrificare i primogeniti (2 Re 21,1-6). Anche il profeta Ezechiele allude a Manasse e al pericolo di interpretare idolatricamente la norma sui primogeniti stabilita al cap. 22 del Libro dell'Esodo nel deserto del Sinai:
(Yahweh in Ezechiele capitolo 20 versetti 23,26)
Vi sono tuttavia due episodi narrativi sconcertanti. Nel primo Yahweh richiede ad Abramo di offrire in olocausto Isacco. Il seguito del racconto dà modo ad Abramo di mostrare la sua disponibilità ad obbedire a qualunque dettato divino e a Yahweh di mostrare che in realtà l'offerta di un sacrificio umano non gli era affatto gradita. Il racconto, perciò, utilizza il possibile sacrificio di Isacco, il figlio della promessa nato dopo 25 anni di attesa, quando Abramo era ormai centenario, come strumento per dimostrare la fede incrollabile di Abramo, che, infatti, viene considerato "il padre dei credenti" in tutte le religioni abramitiche. Il filosofo danese Søren Kierkegaard, in Timore e tremore (1843), osserva che l'etica religiosa di Abramo, superiore a qualsiasi altro tipo di "etica", è pronta ad "ubbidire" in tutti i casi, anche i più estremi.
Il secondo racconto sconcertante è quello del sacrificio della figlia di Iefte, di cui manca una condanna esplicita. Buona parte della tradizione ebraica e cristiana ipotizza che quello della figlia di Iefte sia stato un vero sacrificio umano, presentato dalla Bibbia in tutto il suo orrore, come conseguenza del fare voti avventati. Altri teologi e biblisti, invece, lo escludono. Ad esempio il biblista e teologo Bullinger asserisce: "Possiamo concludere dall'intero volume delle Scritture, come pure dai Salmi 106:35-38, Isaia 57:5 ecc. che il sacrificio umano era un'abominazione agli occhi di Dio; e non possiamo immaginare che Dio l'avrebbe accettato, o che Iefte avrebbe offerto, sangue umano. Sostenere questa idea è una diffamazione su Jehovah come pure su Iefte".

### L'anatema
Una pratica spesso descritta nella Bibbia è il ḥerem ("anatema"): il popolo combattente votava alla distruzione il nemico e ciò valeva tanto per le persone quanto per i beni (inclusi gli animali). È evidente che questa pratica entrava in qualche modo in conflitto con quella sacrificale, in quanto gli animali catturati al nemico e distrutti per il ḥerem non potevano essere sacrificati a Yahweh.

### I sacerdoti
Le pratiche cultuali, eccetto che nel caso dei patriarchi (che le mettevano in pratica in proprio, in qualità di capifamiglia), erano coordinate dal clero. Sui sacerdoti abbiamo informazioni soprattutto dal Levitico (libro che, nella tradizione greca prende il nome dalla tribù di Levi). Al tempo dei patriarchi, gli Ebrei non sono ancora qualificati come "popolo" ed è per questo che, nel Genesi, non si parla di una "casta funzionale": si menzionano invece sacerdoti di altre nazioni, Egizi o Cananei, o il misterioso re di Salem, il sacerdote di El Elyon Melchisedec.
I Leviti sono descritti, nel testo biblico, come una tribù senza territorio: "il loro territorio [...] è appunto il servizio sacerdotale, dal quale traggono il proprio sostentamento". La presenza della radice mlk ("re") nel nome di diversi sacerdoti (e lo stesso vale per Melchisedec) ha fatto pensare ad un legame speciale fra l'istituto sacerdotale e quello monarchico.
Se l'ipotesi di una redazione dei testi canonici in età post-esilica è valida, è possibile leggere molti dei passi biblici relativi ai conflitti interni alla casta sacerdotale in funzione delle rivalità che si svilupparono al rientro (538 a.C.) dall'esilio babilonese, deciso e messo in opera da Nabucodonosor II nel 587 a.C. Il sacerdozio degli esiliati si reputava discendente di Sadoc, il sacerdote che nel Primo libro dei Re (2.35) prende il posto di Abiatar. Il sacerdozio palatino, invece, quello che avevo seguito le alterne sorti della monarchia "suddita" dei Babilonesi, rivendicava una discendenza da Aronne per altra via. La vittoria dovette essere dei sadociti: come tali vengono identificati i sommi sacerdoti del Secondo Tempio. In questa luce potrebbe spiegarsi il racconto del peccato di Aronne (Esodo, 32.1-6), assimilabile ai vitelli d'oro che Geroboamo porrà a Bethel e Dan (Primo libro dei Re, 12.26-30).
La maggioranza dei biblisti è convinta che "la competenza specifica dei sacerdoti ebraici descritti dalla Bibbia non è tanto il sacrificio quanto la divinazione". Si è già detto del fatto che, nel Genesi, i patriarchi gestiscono in proprio il sacrificio, anche in assenza di sacerdoti (quelli yahwisti ovviamente mancano nel Genesi).
Per la divinazione, i sacerdoti si servivano di oggetti conservati in un pettorale dell'efod: tale cleromanzia si svolgeva come domanda di fronte a due alternative. All'una e all'altra alternativa erano associati degli oggetti, detti urim e tummim. Questa forma di divinazione è già scomparsa nelle narrazioni bibliche che si riferiscono ai tempi di Davide e l'interrogazione della volontà divina passa interamente ai profeti.
La funzione dei sacerdoti in epoca arcaica è, dunque, di difficile interpretazione. Altrettanto difficile risulta comprendere il rapporto fra i sacerdoti e la Torah, che in alcuni passi è intesa non tanto come testo sacro, ma piuttosto come "istruzione", "insegnamento" e in certi passi addirittura come "pratica divinatoria" (anche l'etimologia del termine indirizza verso questa conclusione).

### I santuari

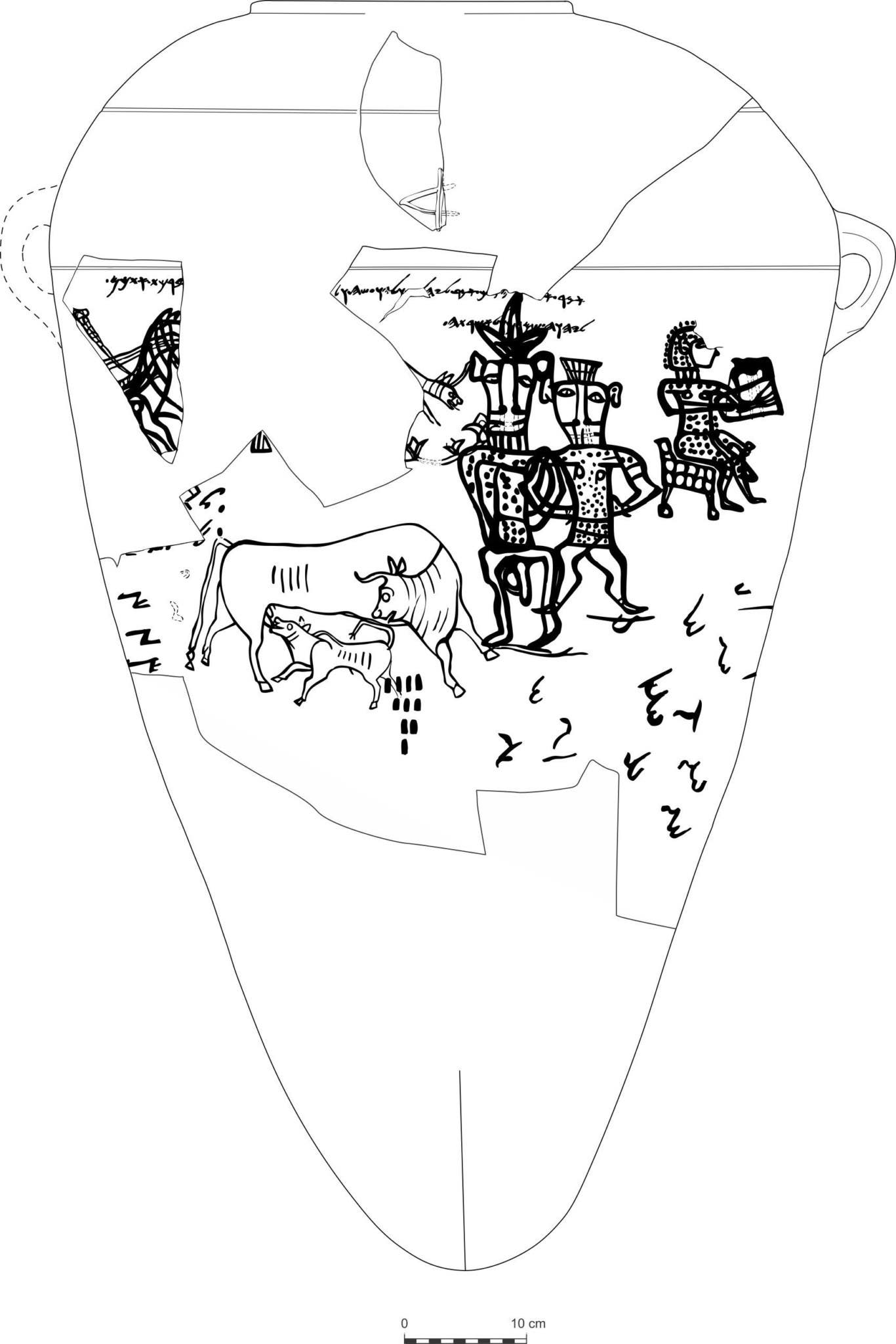
Iconografia della giara di Kuntillet Ajrud, con tre figure antropomorfiche e l'iscrizione "Yahweh [...] e la sua asherah"

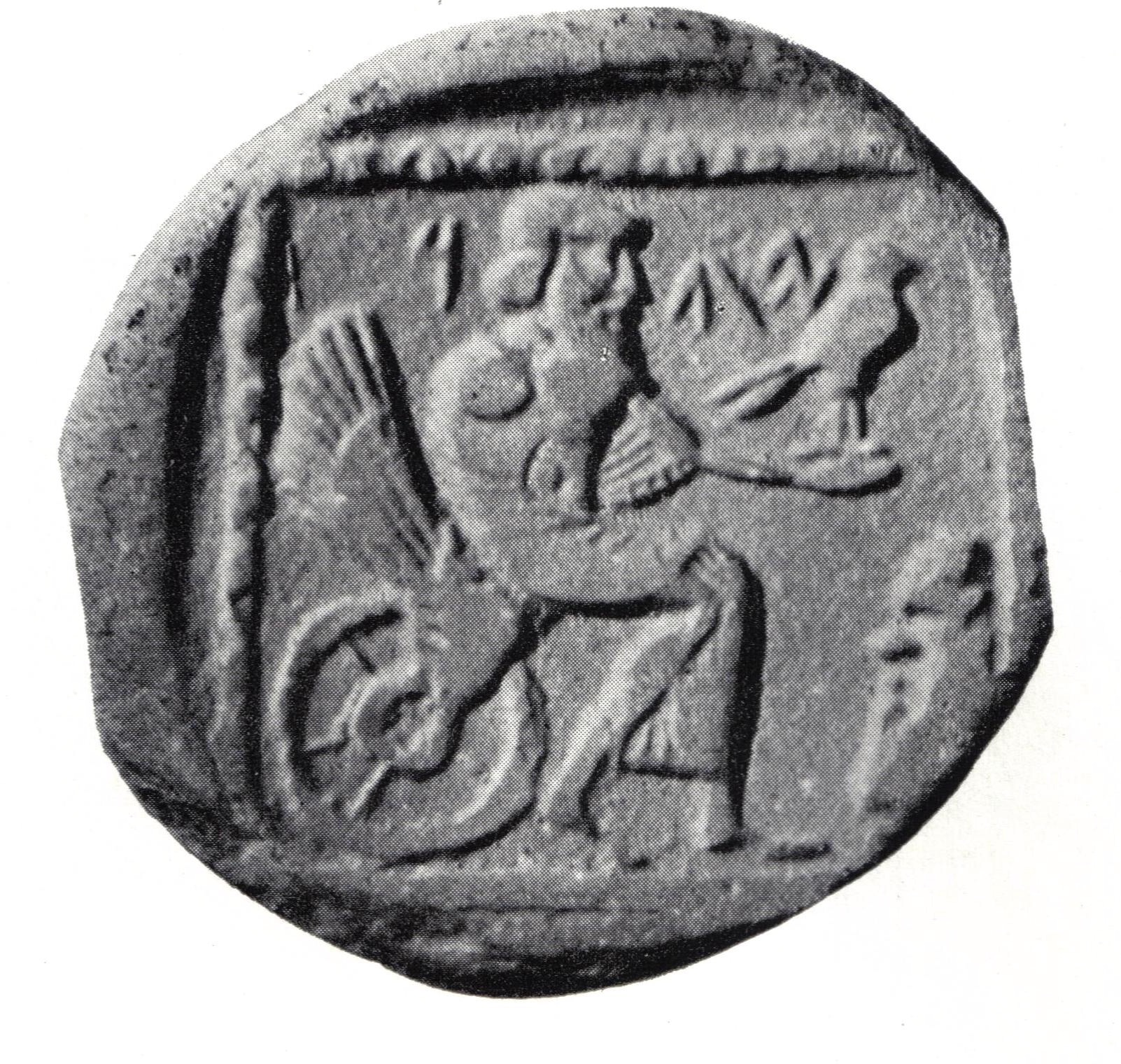
Dracma di Yehud Medinata del IV secolo a.C. rinvenuta a Gaza. Le lettere YHW (Yahu) sono incise sopra il volatile(?) che il dio tiene in mano. Egli è a petto nudo, indossa un himation e siede su una ruota alata. Questa potrebbe essere l'unica raffigurazione di Yahweh che sia mai esistita.

Mentre i testi apodittici (cioè i testi biblici che regolano la condotta degli Ebrei in rapporto alla vita comunitaria e al dio nazionale) identificano il luogo santo con la sola Arca dell'Alleanza, quelli storici, dalla Genesi in poi, parlano di santuari veri e propri. Il termine bet (ב, "casa") indicava l'area sacra piuttosto che il sacello in quanto costruzione, mentre sono quasi assenti riferimenti a simulacri o rappresentazioni figurative, se non in relazione a santuari non israeliti. Nella Bibbia si parla poi spesso di stele (maṣṣebot). La bamah ("alto luogo") è talvolta connotata negativamente. Si trattava, secondo Vaughan, di un imponente altare monumentale, ma, al di là di questa interpretazione, il contesto resta oscuro. Quanto alla 'asherah, poteva trattarsi di un oggetto ligneo, dato che in molti punti della Bibbia si dice che viene bruciato.
Per quanto vi sia nella Bibbia in generale abbondanza di riferimenti ai santuari, ogni libro ha il suo "sistema" e connota con autonomia l'uno o l'altro positivamente o negativamente, così come ne giudica l'autorevolezza e l'antichità. Così, da una parte, il mito legato al sogno di Giacobbe e alla costruzione dell'altare (in quel luogo che Giacobbe chiamerà El-Bethel, "il dio di Bethel") è assolutamente positivo, in quanto fondante l'idea stessa di santuario ebraico. Ma già quando di Bethel si parla in relazione alla coppia di santuari di Geroboamo (Dan e, appunto, Bethel) lo si fa in modo negativo, mentre in altri punti della Bibbia i giudizi sono discordanti. Per Dan, invece, il Libro dei Giudici conferma la condanna, legando il santuario ad un ephod d'argento rubato e rifuso.
Complessivamente, solo due sembrano i luoghi assolutamente corretti per il culto: l'Arca stessa e il tempio fatto costruire da Salomone. È poi significativo che la costruzione del tempio suggelli il passaggio da un'epoca turbolenta (segnata dall'esodo, dalla conquista della terra, dal governo dei Giudici) ad una più stabile e pacifica. Il senso di questo passaggio è rafforzato dal fatto che a costruire il tempio non sia Davide ma il figlio Salomone (šalom, "pace").

### L'aldilà
È stato ipotizzato che la quasi assenza di riferimenti a riti funebri nella Bibbia possa essere dovuta ad una presa di distanza da una tradizione religiosa in cui aveva invece forte peso il culto dei morti (particolarmente dei re). I libri apodittici di fatto non prescrivono alcunché intorno ai riti di sepoltura. Pure, esiste un immaginario biblico relativo alla morte, così come si può ricavarlo dai racconti di funerali di patriarchi e re o dai Salmi (in cui abbondano i riferimenti all'oltretomba). Secondo Brichto (1973), i riti funebri degli antichi Ebrei si fondavano sul rapporto tra possesso della terra da parte dei discendenti e memoria che costoro hanno del defunto. La terra garantisce la continuità del sangue: la memoria dei discendenti garantisce attraverso i riti la sorte del defunto. Mancanza di discendenti e conseguente cessazione dei riti, ma anche lo sradicamento dei gruppi familiari, determinano un peggioramento della condizione del defunto.
Resta comunque vero, come afferma Podella (1987), che il panorama che dell'aldilà offre la Bibbia è il meno ricco tra quelli delle altre culture del Vicino Oriente antico. Il mondo dell'aldilà è indicato con il termine še'ol, un luogo oscuro, una sorta di prigione sotterranea. In certi casi, certi simbolismi si appoggiano sulla personificazione della morte, come nota Tromp (1969). A dispetto dell'importanza dei riti funebri, non si evince l'esistenza di una "ideologia della ricompensa": non c'è insomma un rapporto esplicito tra condotta terrena e sorte nell'oltretomba.

## Yahweh e la monarchia
Nel corso della storia dei due regni, in rari momenti, il culto di Yahweh godette del favore dei monarchi, con tentativi di riforma in direzione yahwista, anche se sempre su incitazione di figure estranee alla monarchia, in particolare dei profeti. Tre sono gli episodi più significativi, riferibili ai seguenti re:
- Iehu, re di Israele (842-815 a.C.) in Secondo libro dei Re, 9-10[72] che spodestò Iehoram (849-842 a.C.): il racconto biblico lega l'iniziativa di Iehu all'intransigenza del profeta Elia e al discepolo di questi, Eliseo.
- Ezechia, re di Giuda (715-686 a.C. circa[73]).
- Giosia, re di Giuda (640-609 a.C.) e la sua riforma, la cui portata è comunque oggetto di dibattito tra gli storici.

## Il riduzionismo critico
La ricostruzione del culto di Yahweh non può non partire dal testo biblico. Gli studi sono stati spesso latori di una "riduzione", sensibile alle istanze di una religiosità ormai fortemente connotata in termini yahwisti, con l'accentuazione di un monoteismo che neppure la stessa Bibbia sembra provare. È al contrario nell'ottica della sconfessione del patto in favore di altre divinità (come Astarte, Baal o Asherah) o l'adozione da parte del popolo ebreo di pratiche ritenute "negative" dalla religione codificata posteriormente, come la necromanzia, che va letto il ribadirsi costante del berit (cioè, l'alleanza tra Yahweh e il suo popolo) a fronte di un rapporto tanto tormentato.
Un altro aspetto di questa riduzione da parte della critica consiste nell'appiattimento della fede ebraica nei termini di un quadro unitario che scritti così eterogenei come quelli biblici non possono offrire. Se è impossibile sperare di ricostruire le caratteristiche storiche del culto dei patriarchi (e anzi nella loro storicità "nemmeno gli studiosi più tradizionalisti credono più"), è almeno possibile rievocare quelle dell'età monarchica (1000 a.C. circa). Oltre al dato del racconto biblico, la figura di Yahweh e il suo rapporto con gli Ebrei va rivisto alla luce di nuovi dati archeologici e epigrafici, anche relativamente alla datazione dei testi biblici.

### Riferimenti
1. 1 2 3 4 5 6 7 8  
«JAHVÈ. - Nome proprio della divinità nel monoteismo ebraico. Si legge più di 6000 volte nella Bibbia e una volta nell'iscrizione di Mesha, re di Moab (sec. IX a. C.). Nell'originale scrittura semitica, che non segna le vocali, consta di quattro lettere (yōd, hē, wāw, hē) ed è perciò chiamato "nome tetragrammo". Per venerazione, non scevra di qualche superstizione, i Giudei già da più secoli a. C. schivavano di pronunciare quell'augusto nome e vi sostituivano, anche dove stava scritto nella Bibbia, i nomi comuni di Elohim (Dio) o, più spesso, Adonai (Signore); perciò anche nelle più antiche versioni greche (LXX) e latine (Volgata) fu tradotto κύριος, Dominus. Quando più tardi i masoreti (vedi VI, 887) vocalizzarono il sacro testo, alle consonanti del nome tetragrammo apposero le vocali appunto di Adonai, o, raramente, di Elohim.»
( A. Vaccari, JAHVÈ, in Enciclopedia Italiana, Roma, Istituto dell'Enciclopedia Italiana.)
2. 1 2  
 Bruno Migliorini et al., Scheda sul lemma "Iahvè", in Dizionario d'ortografia e di pronunzia, Rai Eri, 2010, ISBN 978-88-397-1478-7.
3. ↑   Luciano Canepari, Iahvè, in Il DiPI: dizionario di pronuncia italiana, Bologna, Zanichelli, 1999, ISBN 88-08-09344-1.
4. 1 2  Miller, Patrick D (1986). A History of Ancient Israel and Judah, pp. 110-111, Westminster John Knox Press.
5. ↑  Niehr 1995, pp. 54, 57.
6. ↑  Betz 2000, p. 917.
7. ↑  Smith 2002, pp. 33, 47.
8. ↑   Gn 1, su La Parola - La Sacra Bibbia in italiano in Internet.
9. ↑  Grottanelli 2007, p. 4.
10. 1 2 3 4 5  
«[...] the original pronunciation must have been Yahweh [...] or Yahaweh [...]. From this the contracted form Jah or Yah [...] is most readily explained, and also the forms Jeho or Yeho [...], and Jo or Yo [...], which the word assumes in combination in the first part of compound proper names, and Yahu or Yah [...] in the second part of such names. The fact may also be mentioned that in Samaritan poetry rimes with words similar in ending to Yahweh, and Theodoret ("Quæst. 15 in Exodum") states that the Samaritans pronounced the name 'Iαβέ. Epiphanius ascribes the same pronunciation to an early Christian sect. Clement of Alexandria, still more exactly, pronounces 'Iαουέ or 'Iαουαί, and Origen, 'Iα. Aquila wrote the name in archaic Hebrew letters. In the Jewish-Egyptian magic-papyri it appears as Ιαωουηε. At least as early as the third century B.C. the name seems to have been regarded by the Jews as a "nomen ineffabile", on the basis of a somewhat extreme interpretation of Ex. xx. 7 and Lev. xxiv. 11 (see Philo, "De Vita Mosis," iii. 519, 529). Written only in consonants, the true pronunciation was forgotten by them. The Septuagint, and after it the New Testament, invariably render δκύριος ("the Lord").»
(J. F. McLaughlin, J. D. Eisenstein, Names of God (1906), jewishencyclopedia.com)
11. ↑  
«Pronunzia - Per queste abitudini cadde nell'oblio la vera pronunzia del sacro nome ed ebbe origine la falsa ibrida forma Jehova, che già s'incontra nel Pugio fidei di Raimondo Martini (1278): e dominò sino al secolo scorso; in Italia (dove naturalmente si trasformò anche in Geova) non penetrò nell'uso come in altre nazioni, ma ora quasi dappertutto è scomparsa. La pronunzia Jahvè, accreditata dagli ebraisti del sec. XIX, si fonda su due solide basi: 1. la tradizione raccolta dai Padri greci sotto varie forme (dovute alla difficoltà di rappresentare in greco il wāw ebraico) che convergono nella dicitura Jave; 2. le forme più brevi Jahu e Jah attestate dalla Bibbia stessa e confermate dalle trascrizioni in cuneiforme specialmente nei nomi teofori come Jasha jahu (Isaia) (salute è J.); Azariah (aiuto è J.), e nell'acclamazione allelujah (lodate J.). Per la presente questione è indifferente che con la comune opinione si consideri Jahvè come forma originaria e le altre come derivate da essa per apocope (conforme alla fonetica ebraica), ovvero che si tenga con pochi moderni (Driver, Burkitt, Grimme) Ja, Jau come forma primitiva; e Iahvè derivata per prolungamento. Una conferma è la variante Jao, diffusa nel mondo ellenistico.»
(A. Vaccari, JAHVÈ in "Enciclopedia Italiana" (1933), Treccani.it)
12. ↑  Robert K Gnuse, No Other Gods: Emergent Monotheism in Israel, Sheffield Academic Press (1997) pp. 74-87
13. ↑   Es 3,1-6, su La Parola - La Sacra Bibbia in italiano in Internet.
14. ↑  Karel van der Toorn, Bob Becking, Pieter Willem van der Horst(eds.) Dictionary of Deities and Demons in the Bible , Leiden, Brill, 1999, p. 911.
15. 1 2 3 4 5 6 7  J. Day (2002), Yahweh and the Gods and Goddesses of Canaan, pp. 15-16, Journal for the Study of the Old Testament, n. 265, Sheffield Academic Press, Londra, ISBN 1-85075-986-3.
16. 1 2  (EN)  Archeologia della Bibbia Ebraica NOVA
17. ↑  Israel Knohl, "The Rise, Decline and Renewal of the Biblical Revolution" in Yehezkel Kaufmann and the Reinvention of Jewish Biblical Scholarship, Job Y. Jindo, Benjamin D. Sommer,Thomas Staubli (eds.), Orbis Biblicus et Orientalis 283, Academic Press Fribourg-Vandenhoeck & Ruprecht Göttingen,pp. 167-180, in particolare: 170-174.
18. ↑  Esodo,  Esodo 20.2, su laparola.net..
19. ↑  Esodo,  Esodo 20.5, su laparola.net.; Deuteronomio,  Deuteronomio 6.4-5, su laparola.net..
20. ↑  Isaia,  Isaia 42.8, su laparola.net..
21. ↑   Gn 1-3, su La Parola - La Sacra Bibbia in italiano in Internet.
22. ↑  Genesi,  Gn 2.2, su laparola.net..
23. 1 2  Grottanelli 2007, pp. 7-8.
24. ↑   Esodo 20.1-17, su La Parola - La Sacra Bibbia in italiano in Internet.
25. ↑   2Re 22.3-13, su La Parola - La Sacra Bibbia in italiano in Internet.
26. ↑   Gn 9.9-17, su La Parola - La Sacra Bibbia in italiano in Internet.
27. ↑   Gn 15.18, su La Parola - La Sacra Bibbia in italiano in Internet.
28. ↑   Esodo 19.5-6, su La Parola - La Sacra Bibbia in italiano in Internet.
29. ↑   Salmi 88.4-5, su La Parola - La Sacra Bibbia in italiano in Internet.
30. ↑  Grande Enciclopedia Illustrata della Bibbia, PIEMME, 1997, Vol. III, p. 235-6
31. ↑   Esodo 18,12, su laparola.net..
32. ↑  Grottanelli 2007, p. 18.
33. ↑  Genesi  Gn 4.3-5, su laparola.net..
34. ↑  Genesi,  Gn 8.20-21, su laparola.net..
35. ↑  Genesi,  Gn 9.2-4, su laparola.net..
36. ↑  Primo libro di Samuele,  1Samuele 2.12-17, su laparola.net..
37. ↑  Grottanelli, p. 19.
38. 1 2  Biblios.com
39. ↑  Si veda Levitico,  Levitico 1, su laparola.net..
40. ↑  Giovanni Deiana, Levitico, p. 49-56.
41. ↑  da The Living Torah Archiviato il 5 marzo 2005 in Internet Archive., di Rabbi Aryeh Kaplan.
42. ↑  Si veda Levitico,  Levitico 4-6, su laparola.net..
43. ↑  Libro di Geremia,  Geremia 7.31, su laparola.net.,  Geremia 19.5, su laparola.net.; Libro dei Salmi,  Salmi 106.35-38, su laparola.net., Libro di Isaia, Isaia 57,1-6, su laparola.net.
44. ↑   2 Re 21,1-6, su La Parola - La Sacra Bibbia in italiano in Internet.
45. ↑  Frygt og Baeven [Johannes de Silentio], 1843), tr. Franco Fortini e K. M. Guldbrandsen, Edizioni di Comunità, Milano 1948; altra ed. tr. Cornelio Fabro, Rizzoli, Milano 1972, ISBN 978-88-17-16562-4.
46. ↑  Libro dei Giudici,  Giudici 11, su laparola.net..
47. ↑  Grottanelli 2007, p. 20.
48. ↑  Jephte (Iefte) in The Catholic Encyclopedia
49. ↑  Commentario biblico di Adam Clark: Giudici capitolo XI
50. ↑  (EN) Rabbi David Kimchi - RaDaK - (4920-4995; 1160-1235), su chabad.org. URL consultato il 14 ottobre 2017.
51. ↑  su David Kihmi 2 Archiviato il 2 marzo 2005 in Internet Archive.
52. ↑  Great cloud of witnesses in Hebrews 11, Kregel Publications, 1979, pp. 324-331.
53. ↑  (EN)  Ethelbert William Bullinger, Did Jephthah really sacrifice his daughter ? An analysis of Judges 11:31.
54. ↑  Si veda, ad esempio, il Primo libro di Samuele,  1Samuele 15, su laparola.net..
55. ↑  Grottanelli 2007, pp. 20-21.
56. ↑  C. Grottanelli, cit., p. 21.
57. ↑   1Re 2.35, su La Parola - La Sacra Bibbia in italiano in Internet.
58. ↑   Esodo 32.1-6, su La Parola - La Sacra Bibbia in italiano in Internet.
59. ↑   1Re 12.26-30, su La Parola - La Sacra Bibbia in italiano in Internet.
60. ↑  Grottanelli 2007, p. 22.
61. ↑  Grottanelli 2007, pp. 22-23.
62. 1 2  Grottanelli 2007, p. 23.
63. ↑  Primo libro dei Re,  1Re 3.2-3; 22.44, su laparola.net.; Secondo libro dei Re,  2Re 12.4; 14.4; 15.4,35, su laparola.net.
64. ↑  Patrick H. Vaughan, The meaning of 'bāmâ' in the Old Testament, 1972, citato in Grottanelli 2007, p. 24.
65. ↑  Genesi,  Gn 28.11-22; 35.6-7, su laparola.net..
66. ↑  Primo libro dei Re, 1Re 12, su laparola.net..
67. ↑   Giudici 17-18, su laparola.net..
68. ↑  Grottanelli 2007, p. 24.
69. ↑  Grottanelli 2007, pp. 25-26.
70. ↑  Grottanelli 2007, p. 28.
71. ↑  Grottanelli 2007, p. 29.
72. ↑   2Re 9-10, su La Parola - La Sacra Bibbia in italiano in Internet.
73. ↑  Secondo libro dei Re,  2Re 18, su laparola.net. e Secondo libro delle Cronache,  2Cronache 29-31, su laparola.net.
74. ↑  Grottanelli 2007, p. 9.
75. ↑  Grottanelli 2007, pp. 14-15.